# つじあやの
つじ あやの（1978年1月6日 - ）は、日本のシンガーソングライターである。ビクターエンタテインメント・SPEEDSTAR RECORDS所属。龍谷大学文学部史学科卒業。
眼鏡をかけたルックスとウクレレ弾き語りという音楽スタイルで知られる。図書館が大好きで、小説や仏教の本を好んで借りて読んでいる。ウクレレはKeliiのものを中心に数本を使用。
携帯音楽コンテンツ配信サイト『レコード会社直営♪サウンド』では、自身のウクレレ演奏にて「着レレ」を配信している。

## 経歴・人物
1978年（昭和53年）1月6日、京都府京都市左京区に生まれる。幼稚園時代、ピッコリー（京都芸術大学の子供向け図書館）に連れて行ってもらう。それ以来図書館好きとなり、学生時代を通して図書館に入り浸る。
1990年（平成2年）4月1日、中学校入学。イラストレーターのカンバラクニエ（orange pekoeのCDジャケットワークなどで知られる）は、同期である。	
1993年（平成5年）4月1日、京都市立銅駝美術工芸高等学校入学。フォークソング部に所属、音楽活動を開始。ギターを弾きたかったが、手が小さかったためウクレレを選ぶ。学校近くの鴨川で弾き語りをするようになった。	
1996年（平成8年）4月1日、龍谷大学文学部入学。元プロ野球選手の吉川勝成や声優の広橋涼は、同期である。
1年時と2年時は、フォークソング同好会「黄色いトマト」に所属。フォークユニット「うららか」を結成し京都市内のライブハウスで活動するようになったが、続けられなくなり退部。在学中に自宅近くの浄土宗寺院の保育園でアルバイトをする。
1998年（平成10年）、LD&K Recordsからミニアルバム『うららか』を発売し、インディーズデビュー。1999年（平成11年）、ビクターエンタテインメントからミニアルバム『君への気持ち』を発売し、メジャーデビュー。
2000年（平成12年）3月31日、龍谷大学卒業。木田知生ゼミで東洋史を学ぶ。卒論のテーマはアジア映画（侯孝賢監督の作品）。
同年4月、自身の楽曲「たんぽぽ」が『天才てれびくん』のコーナー「ミュージックてれびくん」で福田亮太によってカバーされる。同年8月、スピッツ主催イベントの、ロックロックこんにちは!vol.4に出演。この年から翌年にかけて、楽曲「心は君のもとへ」「君にありがとう」がフジテレビ系『ポンキッキーズ』内で使用される。2001年、シングル『恋人どうし』の発売に合わせて髪を切り、トレードマークだった三つ編みからベリーショートに変貌。
2002年（平成14年）、スタジオジブリ制作の『猫の恩返し』主題歌に楽曲「風になる」が起用され、シングルはロングヒットを記録する。同年8月、ROCK IN JAPAN FESTIVALに出演。
2003年（平成15年）、山下達郎のヒット曲「パレード」をカバーし、シングル化。また、プレイステーション用ゲームで人気を博した『どこでもいっしょ』のキャラクター・トロとコラボレーションするなど、多方面の活動が目に付く。同年7月にはFUJI ROCK FESTIVALに、9月にはARABAKI ROCK FEST.に出演。2004年（平成16年）、初のカバーアルバム『COVER GIRL』をリリース。8月にはRISING SUN ROCK FESTIVALに、12月にはみやこ音楽祭、COUNTDOWN JAPAN 04/05に出演。
2005年（平成17年）、季節にこだわり、季節ごとにカレンダーをめくるように作品をリリースする「カレンダー企画」をスタートし、それに沿ってシングル3枚とアルバム1枚を発表する。4月、ARABAKI ROCK FEST.に出演。8月、ROCK IN JAPAN FESTIVALに出演。
2006年（平成18年）、数々のコンピレーションアルバムに参加。7月12日、初のベストアルバム『つじベスト』をリリース。
2007年（平成19年）7月、FUJI ROCK FESTIVALに出演。この年、新垣結衣のデビューアルバム『そら』に「メモリーズ」と「愛を知りたくて」の2曲を提供。
2008年（平成20年）、映画『魁!!男塾』にカメオ出演。同作の原作漫画は自身も愛読していた。7月、夏びらきMUSIC FESTIVAL'08に出演。2009年（平成21年）、龍谷奨励賞を受賞。
2021年（令和3年）9月、大学通信教育を利用して図書館司書の資格取得のための勉強を始める。
2023年（令和5年）4月、近畿大学通信教育部図書館司書コースを修了し、図書館司書の資格を得た。

### 私生活
2015年4月、結婚。龍谷大学構内で仏前式で挙式。2017年4月24日、男子を出産したと報告。

### その他
好きな作家は宮本輝、ジョン・アービング、岩井志麻子。キワヤ商会（東京都台東区松が谷）とのコラボにより、これまでに3種のオリジナル・ウクレレを発売。そのうちの2種（2015年「AYANO UKULELE Ⅱ」および2022年4月「AYANO UKULELE Ⅲ」）は前橋市上大島町の三ツ葉楽器が製造を手掛ける。

## フィルモグラフィー
- 映画
  - 魁!!男塾（ゼアリズエンタープライズ／2008年） - ウクレレガール 役
- テレビ番組
- ミューズの晩餐（テレビ東京／2008年10月25日） - ゲスト
- テレビCM
  - サッポロビール（ヱビス<ザ・ホップ>・グリーンベンチ篇）（2007年）
- ラジオ 
  - LIVE IN CLOVER（α-STATION／日曜日25：00-26：00／1999年7月 - 2000年12月）
  - つじラジヲ（東海ラジオ放送／2003年10月 - 2004年3月）
  - LIVE IN CLOVER 2009（α-STATION／金曜日15：00-16：00／2009年4月 -）

## ディスコグラフィ

### シングル
|      | 発売日         | タイトル                                                    |
| ---- | -------------- | ----------------------------------------------------------- |
| 1st  | 2000年1月26日  | クローバー                                                  |
| 2nd  | 2000年10月18日 | 心は君のもとへ                                              |
| 3rd  | 2001年3月1日   | 君にありがとう                                              |
| 4th  | 2001年11月21日 | 恋人どうし                                                  |
| 5th  | 2002年2月27日  | 愛のかけら☆恋のかけら                                       |
| 6th  | 2002年6月27日  | 風になる                                                    |
| 7th  | 2003年1月22日  | 雨音                                                        |
| 8th  | 2003年3月19日  | 桜の木の下で                                                |
| 9th  | 2003年5月21日  | ありきたりなロマンス                                        |
| 10th | 2003年12月17日 | パレード                                                    |
| 11th | 2005年4月6日   | 春風                                                        |
| 12th | 2005年6月22日  | Shiny Day／愛の真夏                                         |
| 13th | 2005年10月5日  | ゆびきり／星降る夜のクリスマス                              |
| 14th | 2006年12月6日  | さよなら愛してる                                            |
| 15th | 2008年2月20日  | ありえないくらい奇跡 （「つじあやのとBEAT CRUSADERS」名義） |

### 配信
|     | 発売日         | タイトル             |
| --- | -------------- | -------------------- |
| 1st | 2013年10月9日  | シチューを食べよう   |
| 2nd | 2013年10月30日 | 切手のないおくりもの |
| 3rd | 2018年6月6日   | 愛しいたからもの     |
| 4th | 2018年10月17日 | キョクヨーのうた     |
| 5th | 2020年3月10日  | お風呂で歌えば       |
| 6th | 2021年10月3日  | 明日きっと -TV ver.- |
| 7th | 2021年12月22日 | 明日きっと           |

### アルバム

#### オリジナルアルバム
|     | 発売日         | タイトル                    |
| --- | -------------- | --------------------------- |
| 1st | 2000年3月15日  | 春は遠き夢の果てに          |
| 2nd | 2001年4月18日  | 春蜜柑                      |
| 3rd | 2002年4月17日  | BALANÇO                     |
| 4th | 2003年5月21日  | 恋恋風歌                    |
| 5th | 2005年11月23日 | CALENDAR CALENDAR           |
| 6th | 2007年12月19日 | Sweet, Sweet Happy Birthday |
| 7th | 2010年9月8日   | 虹色の花咲きほこるとき      |
| 8th | 2012年10月24日 | Oh!SHIGOTO Special          |
| 9th | 2022年1月6日   | HELLO WOMAN                 |

#### その他のアルバム
|            | 発売日         | タイトル                                             |
| ---------- | -------------- | ---------------------------------------------------- |
| ミニ       | 1998年10月10日 | うららか                                             |
| ミニ       | 1999年9月22日  | 君への気持ち                                         |
| 企画ベスト | 2002年12月11日 | 恋する眼鏡                                           |
| カヴァー   | 2004年5月19日  | COVER GIRL                                           |
| ベスト     | 2006年7月5日   | つじベスト                                           |
| ミニ       | 2006年9月27日  | はじまりの時                                         |
| カヴァー   | 2008年9月24日  | COVER GIRL 2                                         |
| ベスト     | 2009年9月16日  | つじギフト〜10th Anniversary BEST〜                  |
| DIGITAL    | 2021年3月24日  | ドラマ「竹内涼真の撮休」オリジナル・サウンドトラック |

### 映像作品
| 発売日         | タイトル                              |
| -------------- | ------------------------------------- |
| 2005年4月6日   | KYOTO GIRL                            |
| 2005年11月23日 | Ayano Clip 〜つじあやの映像作品集 I〜 |

### 参加作品
| 発売日         | 曲名                                    | 収録された作品                                                             |
| -------------- | --------------------------------------- | -------------------------------------------------------------------------- |
| 2002年10月17日 | 猫になりたい                            | Various Artists『一期一会 Sweets for my SPITZ』                            |
| 2002年5月22日  | 暗闇坂むささび変化                      | Various Artists『HAPPY END PARADE〜tribute to はっぴいえんど〜』           |
| 2004年4月21日  | 星に願いを（When You Wish Upon A Star） | オリジナルサウンドトラック『-どこでもいっしょ- トロと流れ星』              |
| 2006年4月19日  | recollection                            | 10-FEET『6-feat』                                                          |
| 2006年4月26日  | 悲しみよこんにちは                      | Various Artists『Words of 雪之丞』                                         |
| 2007年1月1日   | 月下美人〜つじあやのさんと〜            | スムルース『100万枚突破!!!』                                               |
| 2007年3月21日  | 愛してる きっと                         | 鈴木亜美『CONNETTA』                                                       |
| 2007年10月24日 | ミルク                                  | Various Artists『ユニコーン・トリビュート』                                |
| 2008年2月2日   | 加川良の手紙                            | Various Artists『吉田拓郎トリビュート〜結婚しようよ〜』                    |
| 2008年2月6日   | へんな家!                               | Various Artists『一緒にうたおう! NHKみんなのうた〜大人Ver.〜』             |
| 2008年4月23日  | あめふり                                | Various Artists『童謡の続き〜あの童謡に続きができました〜』                |
| 2008年5月28日  | Raindrops Keep Fallin' On My Head       | おおはた雄一『SMALL TOWN TALK〜“アコースティック・ライフ”カバーズ〜』      |
| 2008年9月24日  | あめふり〜あめふりのつづき              | Various Artists『童謡のつづき』                                            |
| 2009年5月28日  | （THEY LONG TO BE）CLOSE TO YOU         | Various Artists『イエスタデイ・ワンス・モア〜TRIBUTE TO THE CARPENTERS〜』 |
| 2009年11月4日  | 恋するカレン                            | Various Artists『A LONG VACATION from Ladies』                             |

### 楽曲提供
| 発売日        | 曲名           | 収録された作品                                                      |
| ------------- | -------------- | ------------------------------------------------------------------- |
| 2007年12月5日 | メモリーズ     | 新垣結衣「そら」                                                    |
| 2007年12月5日 | 愛を知りたくて | 新垣結衣「そら」                                                    |
| 2008年7月23日 | 僕らの合言葉   | 清浦夏実「僕らの合言葉」                                            |
| 2011年4月13日 | 春風 SHUN PU   | 豊崎愛生「春風 SHUN PU」                                            |
| 2014年3月26日 | 涙はらはら     | 大空直美「いなり、こんこん、恋いろは。 オリジナルサウンドトラック」 |

### 未CD化楽曲
- みんなのきらきらぼし（2011年）
  - 「きらきら星」の替え歌。『こどもちゃれんじぽけっと』・『こどもちゃれんじほっぷ』の2011年12月号の付録DVDの映像特典として収録されたほか、YouTubeにもアップロードされている。

### タイアップ
| 曲名                               | タイアップ                                                                     |
| ---------------------------------- | ------------------------------------------------------------------------------ |
| たんぽぽ                           | 森永乳業『スイス・エミー なめらか発酵ヨーグルト』CMソング                      |
| たんぽぽ                           | ゼアリズエンタープライズ配給映画『魁!!男塾』挿入歌                             |
| おいたままラヴレター               | 森永乳業『スイス・エミー なめらか発酵ヨーグルト』CMソング                      |
| 時間ドロボウ                       | 関西テレビ『名探偵山田花子』エンディングテーマ                                 |
| クローバー                         | フジテレビ系『平成日本のよふけ』エンディングテーマ                             |
| 心は君のもとへ                     | カネボウ化粧品『フレイア <誕生編>』CMソング                                    |
| 心は君のもとへ                     | フジテレビ系『ポンキッキーズ』挿入歌                                           |
| 君にありがとう                     | フジテレビ系『ポンキッキーズ』挿入歌                                           |
| 風になる                           | 東宝配給映画『猫の恩返し』主題歌                                               |
| 風になる                           | ハウス食品キャンペーンソング・企業CMソング                                     |
| 桜の木の下で                       | TBS系『世界・ふしぎ発見!』エンディングテーマ                                   |
| ありきたりなロマンス               | カルピスCMソング                                                               |
| 月が泣いてる                       | 全薬工業『ジキニン』CMソング                                                   |
| 春の陽ざし                         | クリネックス『クレシア』CMソング                                               |
| パレード                           | Canon『PIXUS』CMソング                                                         |
| 春風                               | よみうりテレビ・日本テレビ系『新どっちの料理ショー』エンディングテーマ         |
| 恋はやさしく                       | フランソワキャンペーンソング                                                   |
| Shiny Day                          | チョーヤ梅酒『ウメッシュ』CMソング                                             |
| 愛の真夏                           | ネスカフェ シェイク ショートムービー『のんたのしっぽ』エンディングテーマ       |
| ゆびきり                           | NHK『みんなのうた』2005年10・11月使用曲                                        |
| ブルー                             | コナカCMソング                                                                 |
| そばにいるから                     | アルバトロス・フィルム配給映画『笑う大天使』主題歌                             |
| ダーリン                           | ダイナム企業CMソング                                                           |
| Fly High                           | コナカCMソング                                                                 |
| 忘れないで                         | 東急グループCMソング                                                           |
| Sweet Happy Birthday               | 新潟テレビ21『音楽と髭』2006年12月度エンディングテーマ                         |
| ありえないくらい奇跡               | 角川配給映画『超劇場版ケロロ軍曹3 ケロロ対ケロロ天空大決戦であります!』主題歌  |
| 丘を越えて                         | ゼアリズエンタープライズ=ティ・ジョイ配給映画『丘を越えて』主題歌              |
| 頼りない天使                       | AMGエンタテインメント配給映画『ネコナデ』主題歌                                |
| Calling                            | NTT西日本「コミュニケーション大賞」受賞作品イメージソング                      |
| 愛する人へ                         | 味の素『和・洋・中のだし』CMソング                                             |
| 愛する人へ                         | 毎日放送・2009年11月の「おいしいうた」                                         |
| 花よ花よ                           | パナソニック「LUMIX Gシリーズ」CMソング                                        |
| Gift Song                          | 西日本シティ銀行CMソング                                                       |
| みんなのきらきらぼし               | ベネッセコーポレーション「みんなのきらきらクリスマス」キャンペーンソング       |
| Oh, My Friend                      | 京阪電気鉄道CMソング(2011年)                                                   |
| 野菜生活のうた                     | カゴメ『野菜生活100』CMソング                                                  |
| しあわせエブリデイ                 | 白鶴酒造『サケペット』CMソング                                                 |
| こもれびのうた                     | MBS『プリプリ』メインテーマ                                                    |
| Good Day,Good Luck!                | 龍谷大学創立370周年記念応援ソング                                              |
| つながるソング〜たつのから石巻へ〜 | たつのから石巻へ“キモチは、集まってカタチになる。”メッセージソング             |
| しわしわしわわ                     | NHK『おかあさんといっしょ』2013年7月のうた                                     |
| シチューを食べよう                 | ハウス食品 北海道シチュー2013CMソング                                          |
| 切手のないおくりもの               | アピタ・ピアゴ・サークルK・サンクス 冬の贈り物 キャンペーン キャンペーンソング |
| 愛しいたからもの                   | KTS鹿児島テレビ「Smile Baby Project」オフィシャルソング                        |
| キョクヨーのうた                   | 株式会社 極洋の企業ＣＭ「みんなのキョクヨー」篇                                |
| お風呂で歌えば                     | 「くまもと・ふろモーション課」公式PRソング                                     |
| みんなの太陽系                     | フジテレビ『みんなのニュース』ニュースのうたコーナー、2015年4月のうた          |
| 明日きっと                         | NHK Eテレ『舞妓さんちのまかないさん』オープニングテーマ                        |
| 明日きっと                         | NHK京都放送局『京いちにち』オープニングテーマ（2024年4月 - ）                  |